# Martin Christian Luther
Martin Christian Luther (né le 26 avril 1883 à Réval et mort le 12 mars 1963 à Munich) est un entrepreneur germano-balte. Il est l'un des principaux industriels estoniens de l'entre-deux-guerres, copropriétaire et directeur de l'usine de meubles AM Luther.

## Jeunesse et entrepreneuriat
Martin Christian Luther est le fils de l'industriel germano-balte Christian Wilhelm Luther (1857-1914) et de son épouse Helen Luther (née Greiffenhagen), né dans la capitale estonienne, Tallinn (Reval allemand). Son arrière-arrière-grand-père Georg Christian Luther a émigré de Breslau en Silésie à Tallinn en 1742 et a jeté les bases de l'entreprise familiale prospère en Estonie.
Martin Christian Luther fréquente d'abord l'école secondaire (alors Ревельское Петровское Реальное училище) à Tallinn et étudie à Hambourg de 1902 à 1904. Il reçoit également une formation en Angleterre et en France.

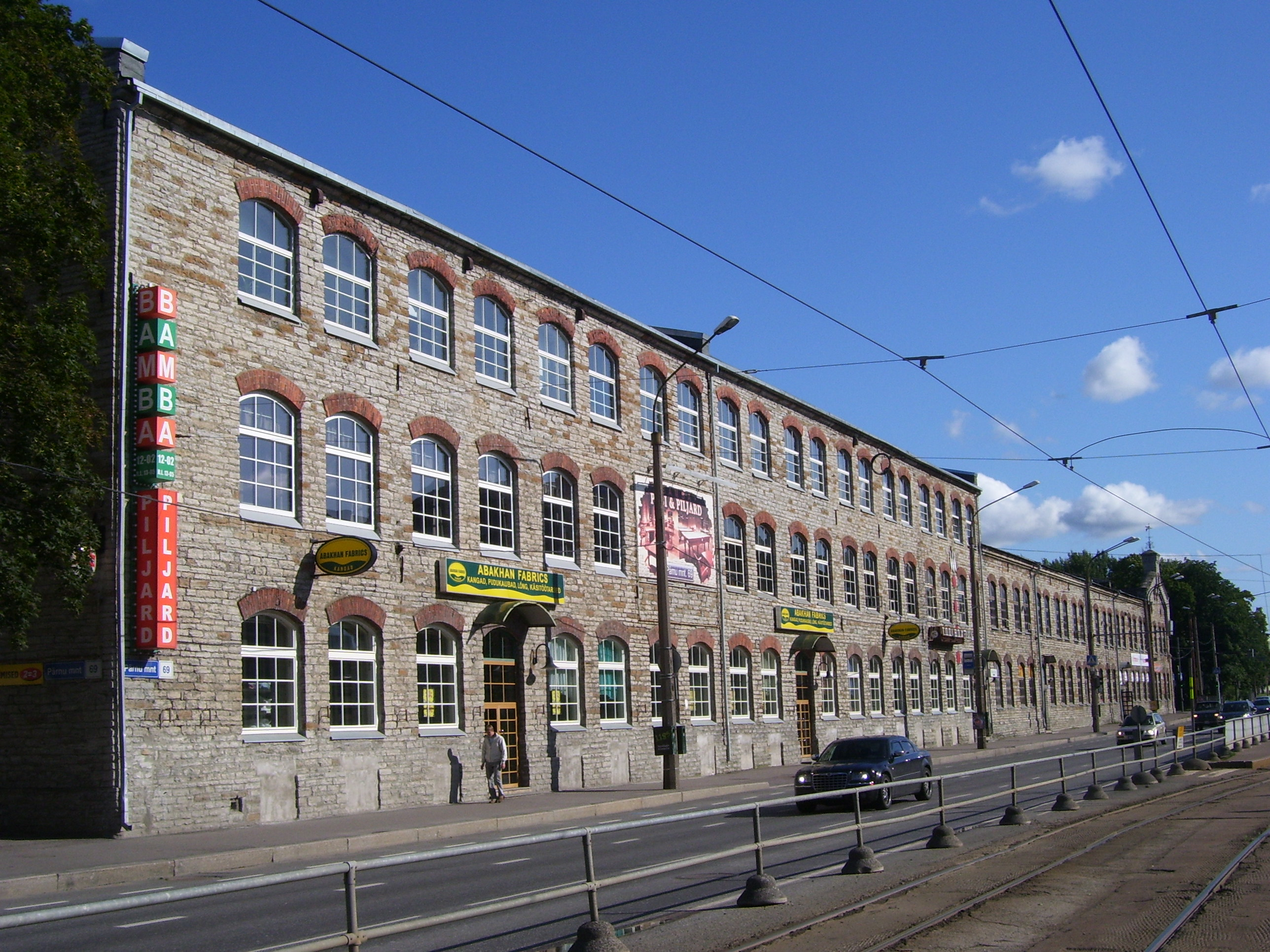
Les anciens bâtiments de l'usine de meubles AM Luther dans le quartier Veerenni de Tallinn.

Il travaille ensuite pour la société par actions AM Luther, que son père Christian Wilhelm Luther et son oncle Carl Wilhelm Luther (de) (1859-1903) fondent en 1898. L'usine de bois de placage est l'une des plus grandes entreprises d'Estonie et un leader dans la production de meubles. Martin Christian Luther a œuvré à l'expansion de l'entreprise et au développement de nouveaux marchés à l'étranger.
Depuis la mort de son père en 1914, Martin Christian Luther est copropriétaire et directeur de l'usine de meubles. En 1915, il fonde une filiale, la société Faner, à Lohja, en Finlande. À Bolderāja (Bolderaa) près de Riga, il lance la société Lignum pour le marché letton.
Il est également impliqué dans de nombreuses autres entreprises, comme la société de tabac Laferme et la compagnie aérienne estonienne Aeronaut (de). Il est copropriétaire de la société anglaise de meubles et de vente Venesta Ltd, fondée à Londres en 1897, et jusqu'en 1939 membre du conseil de surveillance de la Balti Puuvilla Ketramise ja Kudumise Vabrik AS fondée au XIXe siècle.
Martin Christian Luther a dirigé de nombreuses associations professionnelles estoniennes. De 1917 à 1938, il est président de l'Association des fabricants estoniens, fondée en 1917. De 1925 à 1933, Luther estprésident du département de la grande industrie de la Chambre de commerce et d'industrie estonienne. Plus tard, il est membre de la séance plénière de la Chambre de Commerce et d'Industrie. Luther est également membre du conseil de surveillance de la Banque centrale estonienne (Eesti Pank) et de la banque privée G. Scheel & Co, fondée en 1884. Luther est le dernier Ältermann (en) de la Grande Guilde de Reval (Suurgildi hoone). Il est simultanément président du conseil de l'église Saint-Nicolas de Tallinn et commodore du Sea Yacht Club estonien.

## Politique
Luther est également politiquement actif. En tant que représentant du gouvernement estonien, il participe comme expert à des conférences internationales et à la réunion de la Société des Nations de 1926. En tant que représentant de la minorité germano-balte, Luther est élu au Parlement estonien (Riigikogu) lors des élections législatives de 1923. Il est membre du conseil d'administration et l'un des trois représentants du parti germano-balte en Estonie (Saksa-Balti erakond), mais renonce à son mandat parlementaire la même année.

## Réinstallation des Baltes allemands
Peu de temps après la conclusion du pacte Hitler-Staline du 23 août 1939, qui, dans son protocole additionnel secret, laisse l'Estonie à la sphère d'intérêt soviétique, Luther émigre des pays baltes en mars 1940 dans le cadre de la Réinstallation des Germano-Baltes (de). Il vit à Warthegau. Pendant l'occupation allemande de l'Estonie, il retourne temporairement dans son pays natal de 1941 à 1944 avant de finalement s'installer en Allemagne.
Ce qui a marqué la fin des 150 ans d'activité entrepreneuriale de la famille Luther dans les pays baltes. Avec l'occupation soviétique de l'Estonie qui a suivi, les entreprises ont été nationalisées et ont continué à fonctionner comme des unités économiques planifiées.
Après la reconquête de l'indépendance de l'Estonie, l'épouse du fils de Luther, Dorothea Luther, et son petit-fils Yens Marsen Luther ont tenté de récupérer plusieurs anciennes propriétés de l'entreprise. Ils ont pour la plupart échoué dans leurs procès, mais ont reçu une somme d'argent en guise de dédommagement.

## Vie privée
Martin Christian Luther épouse Yvonne Sieger à Tallinn en janvier 1909. Le mariage se termine par un divorce en 1916. En janvier 1917, Luther épouse sa seconde épouse Franziska, née Varenhorst, divorcée d'Irschick, à Tallinn.